# Yoshio Morikawa
Yoshio Morikawa (jap. 森川嘉男 Morikawa Yoshio; ur. 23 grudnia 1945) – japoński lekkoatleta, chodziarz.
Podczas igrzysk olimpijskich w Montrealu (1976) zajął 34. miejsce w chodzie na 20 kilometrów z czasem 1:42:20,6.
Złoty medalista mistrzostw Azji w chodzie na 20 kilometrów (1973).
Trzykrotnie zwyciężał w mistrzostwach Japonii – w 1973 i 1974 na 20 kilometrów, a w 1974 w chodzie na 50 kilometrów.

## Rekordy życiowe
- Chód na 20 kilometrów – 1:29:33 (1976)